# Джангозин, Джакип-Бек
Джакип-Бек Джангозин (20 октября 1913, а. № 2, Акмолинская область, Российская империя — 15 октября 1969, Караганда, Казахская ССР, СССР) — советский казахский партийный и государственный деятель. Председатель Верховного совета Казахской ССР (1947—1951). Заместитель председателя Совета министров Казахской ССР (1951—1953).

## Биография
В 1931 г. окончил Семипалатинский кооперативный техникум, в 1936 гг. — Московский институт советской кооперативной торговли, в 1941 г. — Высшую партийную школу при ЦК ВКП(б).
- 1936—1937 гг. — заведующий отделом Алма-Атинского городского комитета ВЛКСМ,
- 1937—1938 гг. — заведующий отделом ЦК ЛКСМ Казахстана,
- 1938—1939 гг. — директор средней школы № 51,
- 1939—1940 гг. — директор Алма-Атинского педагогического училища,
- 1940 г. — заместитель заведующего организационно-инструкторским отделом Алма-Атинского городского комитета КП(б) Казахстана,
- 1941—1942 гг. — инструктор отдела кадров ЦК КП(б) Казахстана, заведующий отделом торговли и общественного питания ЦК КП(б) Казахстана,
- 1942—1943 гг. — секретарь Карагандинского областного комитета КП(б) Казахстана по торговле и общественному питанию,
- 1943—1945 гг. — второй секретарь Алма-Атинского областного комитета КП(б) Казахстана,
- 1945—1951 гг. — первый секретарь Алма-Атинского обкома КП(б) Казахстана,
- 1947—1951 гг. — председатель Верховного Совета Казахской ССР,
- 1951—1953 гг. — заместитель председателя Совета Министров Казахской ССР,
- 1953—1957 гг. — министр торговли Казахской ССР,
- 1957—1960 гг. — председатель исполнительного комитета Акмолинского областного Совета,
- 1960—1963 гг. — председатель исполнительного комитета Павлодарского областного Совета,
- 1963—1964 гг. — председатель исполнительного комитета Павлодарского сельского областного Совета,
- 1964—1968 гг. — председатель исполнительного комитета Павлодарского областного Совета.

С 1968 г. до конца жизни — председатель исполнительного комитета Карагандинского областного Совета.
Депутат Верховного Совета СССР 2-го созыва (1946—1950).
Скончался 15 октября 1969 года, похоронен на Старомихайловском кладбище Караганды

## Награды и звания
Награжден орденами орден Ленина, Отечественной войны II-й степени, двумя орденами Трудового Красного Знамени, орденом «Знак Почёта».